# Еллен Маклейн
Еллен Маклейн (англ. Ellen McLain) — американська акторка та оперна співачка.
Походить із Нешвіллу, столиці штату Теннессі, США.
Еллен Маклейн озвучила кілька ігрових персонажок для відеоігор компанії Valve, що є її головними ролями. Її голосом говорить GLaDOS, штучний інтелект у грі Portal; ведуча в Team Fortress 2, а також оголошення охоронних систем Альянсу в Half-Life 2 та її доповненнях. Таким чином її голос чути в усіх програмних продуктах набору The Orange Box. Маклейн виконала пісні для фінальних титрів під назвами «Still Alive» наприкінці гри Portal та «Want you Gone» наприкінці Portal 2. Її першою роллю в фільмі стало озвучення штучного інтелекту в «Тихоокеанському рубежі», де вона наслідувала манеру мови GLaDOS.
Її чоловік, Джон Патрик Лорі, також актор і озвучив кількох персонажів для Valve.
У минулому Еллен Маклейн брала участь у створенні відеоігор, але не може їх назвати, позаяк записувалась для проєктів з їхніми робочими назвами.

## Фільмографія
| Рік  | Твір                            | Роль                                        | Примітки                   |
| ---- | ------------------------------- | ------------------------------------------- | -------------------------- |
| 2004 | Half-Life 2                     | Оголошувач повідомлень Комбінату            |                            |
| 2006 | Half-Life 2: Episode One        | Оголошувач повідомлень Комбінату            |                            |
| 2007 | Half-Life 2: Episode Two        | Оголошувач повідомлень Комбінату            |                            |
| 2007 | Portal                          | GLaDOS/Турелі/Модулі особистості/           | Співає "Still Alive"       |
| 2007 | Team Fortress 2                 | Ведучий                                     |                            |
| 2007 | Godzilla: Unleashed             | Вортисія                                    |                            |
| 2008 | Left 4 Dead                     | Відьма                                      |                            |
| 2011 | Portal 2                        | GLaDOS/Керолайн/Турелі                      | Співає "Want You Gone"     |
| 2011 | Defense Grid: The Awakening     | GLaDOS                                      | В доповненні "You Monster" |
| 2012 | Dota 2                          | Матір виводку, Пророк смерті, GLaDOS        |                            |
| 2013 | Тихоокеанський рубіж            | Штучний інтелект пілотованого робота        |                            |
| 2013 | Poker Night 2                   | GLaDOS                                      |                            |
| 2015 | Bee and PuppyCat                | Темп-бот                                    |                            |
| 2015 | Lego Dimensions                 | GLaDOS/Турелі/                              |                            |
| 2015 | Wunning Dad                     | Ліза Кларк                                  |                            |
| 2017 | Bridge Constructor Portal       | GLaDOS                                      |                            |
| 2018 | The Church in the Darkness      | Ребекка Волкер                              |                            |
| 2018 | Тихоокеанський рубіж: Повстання | Штучний інтелект пілотованого робота        |                            |
| 2019 | Half-Life: Alyx                 | Оголошувач повідомлень Комбінату            |                            |
| 2019 | Cyberpunk 2077                  | Деламейн                                    |                            |
| 2023 | Haunted House of Mirrors        | Бабуся Анна (Попелястий привид місіс Кенні) |                            |